# Кванін Анатолій Петрович
Анатолій Петрович Кванін (нар. 10 жовтня 1943) — радянський футболіст, який виступав на позиції півзахисника і нападника. Відомий за виступами у команді «Таврія» з Сімферополя, у складі якої зіграв 300 матчів у другої групи класу «А», другій лізі та першій лізі чемпіонату СРСР. Після завершення виступів на футбольних полях — футбольний тренер, тривалий час очолював «Титан» з Армянська.

## Клубна кар'єра
Анатолій Кванін провів своє дитинство у Дружківці, де розпочав займатися футболом, та розпочав виступи на футбольних полях у місцевій аматорській команді «Машинобудівник» у 1962 році. У 1963 році грав у складі команди класу «Б» «Авангард» з Краматорська, після чого з 1963 до 1965 року грав у дублюючому складі донецького «Шахтаря». У 1966 році Кванін на один сезон повернувся до краматорської команди. У 1967 році Анатолій Кванін став гравцем команди класу «Б» «Комунарець». На початку 1968 року він одночасно з іншими досвідченими футболістами Віктором Суковіциним та Антоном Востровим, та молодим футболістом Віктором Сугаком став гравцем команди другої групи класу «А» «Таврія» з Сімферополя. У сімферопольській команді Кванін швидко став одним із основних гравців, та зіграв у її складі 300 матчів у чемпіонатах СРСР і 10 матчів у Кубку СРСР, ставши одним із ключових гравців середньої лінії команди. У складі команди став срібним призером першості УРСР 1970 року, бронзовим призером 1972 року, та переможцем першості 1973 року. З 1974 року грав у складі «Таврії» в першій лізі, у цьому році став також володарем Кубка УРСР серед команд першої та другої ліг. після закінчення сезону 1975 року через конфлікт із головним тренером команди Сергієм Шапошниковим завершив виступи на футбольних полях.

## Тренерська кар'єра
Після вимушеного завершення виступів Анатолій Кванін став спочатку граючим тренером, а невдовзі й головним тренером аматорського клубу «Титан» з Армянська. За час його роботи в клубі армянська команда неодноразово виходила до фіналу першості УРСР серед колективів фізкультури. Головним тренером «Титана» Кванін працював до 1984 року. Після цього протягом кількох років працював зубним техніком. У 1991 році він працював головним тренером іншої аматорської команди з Армянська «Синтез», а в 1993—1994 роках знову був головним тренером «Титана» вже під час виступів команди в другій українській лізі. З 2013 року Анатолій Кванін працює тренером у дитячо-юнацькій спортивній школі «Олександрія».

## Досягнення
- Переможець Чемпіонату УРСР з футболу 1973, що проводився у рамках турніру в першій зоні другої ліги СРСР.
- Срібний призер чемпіонату УРСР з футболу 1970.
- Бронзовий призер чемпіонату УРСР з футболу 1972.
- Володар Кубку УРСР: 1974.